# Biserica de lemn din Schitul Icoana Veche
Biserica de lemn „Sfântul Antonie cel Mare“ a schitului Icoana Veche a fost un lăcaș de cult (astăzi dispărut) al Schitului Icoana Veche, ctitorit de către protosinghelul Iosif Crăciun în anul 1924.
Biserica (ce a avut inițial hramul Sfântul Ioan Botezătorul) și chiliile schitului au fost însă afectate de alunecări de teren, astfel că după cele din 1940, un nou schit cu numele de Icoana Nouă a fost ridicat începând cu anul 1946 în locul celui vechi, la o distanță de un kilometru și jumătate mai sus, pe vale.
Biserica veche a fost refăcută în anul 1994, primind noul hram de „Sfântul Antonie cel Mare“, dar a a luat foc și a ars complet în noaptea de 6 spre 7 noiembrie 2010, accidental.
Lăcașul era construit pe o fundație de piatră, având altar, naos și pridvor. Catapeteasma, avea sculptură numai la ușile împărătești. Desupra pridvorului se afla un mic turn-clopotniță de formă pătrată, acoperit cu tablă, iar restul acoperișului era din draniță. La exterior, biserica era căptușită cu scândură.